# 가산 생성 공간
일반위상수학에서 가산 생성 공간(可算生成空間, 영어: countably generated space) 또는 가산 밀착 공간(可算密着空間, 영어: countably tight space)은 그 위상이 가산 부분 공간들에 의하여 결정되는 위상 공간이다. 이와 동치인 정의로서, 부분 집합의 폐포점이 항상 그 가산 부분 집합의 폐포점일 정도로 ‘지나치게 촘촘하지 않은’ 위상 공간이다.

## 정의

### 국소 가산 공간
위상 공간 {\displaystyle X} 및 점 {\displaystyle x\in X}에 대하여, {\displaystyle \operatorname {loc\,card} (x,X)}가 {\displaystyle x}의 근방의 최소 크기라고 하자.
{\displaystyle \operatorname {loc\,card} (x,X)=\min _{U\in {\mathcal {N}}_{x}}|U|}
위상 공간 {\displaystyle X}의 국소 크기(局所크기, 영어: local cardinality) {\displaystyle \operatorname {loc\,card} (X)}는 모든 {\displaystyle \operatorname {loc\,card} (x,X)}들의 상한이다.:148
{\displaystyle \operatorname {loc\,card} (X)=\sup _{x\in X}\operatorname {loc\,card} (x,X)}
국소 크기가 {\displaystyle \aleph _{0}} 이하인 위상 공간을 국소 가산 공간이라고 한다. 즉, 국소 가산 공간은 모든 점이 가산 근방을 갖는 위상 공간이다.:149

### 가산 생성 공간
위상 공간 {\displaystyle X} 및 부분 집합 {\displaystyle A\subseteq X} 및 {\displaystyle x\in \operatorname {cl} A}에 대하여,
{\displaystyle \operatorname {tight} (x,A,X)=\min _{B\subseteq A}^{x\in \operatorname {cl} B}|B|}
라고 하자.
위상 공간 {\displaystyle X}의 점 {\displaystyle x\in X}에서의 국소 밀착도(局所密着度, 영어: local tightness) {\displaystyle \operatorname {tight} (x,X)}는 다음과 같다.:62, §XI.A
{\displaystyle \operatorname {tight} (x,X)=\sup _{A\subseteq X}^{x\in \operatorname {cl} A}\operatorname {tight} (x,A,X)}
위상 공간 {\displaystyle X}의 밀착도(密着度, 영어: tightness) {\displaystyle \operatorname {tight} (X)}는 국소 밀착도들의 상한이다.:62, §XI.A:13, §1.2
{\displaystyle \operatorname {tight} (X)=\sup _{x\in X}\operatorname {tight} (x,X)}
위상 공간 {\displaystyle X}에 대하여, 다음 조건들이 서로 동치이며, 이를 만족시키는 {\displaystyle X}를 가산 생성 공간이라고 한다.
- 밀착도가 {\displaystyle \aleph _{0}} 이하이다.[4]:657 즉, 임의의 {\displaystyle A\subseteq X} 및 {\displaystyle x\in \operatorname {cl} A}에 대하여, {\displaystyle x\in \operatorname {cl} B}인 가산 부분 집합 {\displaystyle B\subseteq A}가 존재한다.
- 임의의 {\displaystyle U\subseteq X}에 대하여, 만약 임의의 가산 집합 {\displaystyle A\subseteq X}에 대하여 {\displaystyle U\cap A}가 {\displaystyle A}의 열린집합이라면, {\displaystyle U}는 열린집합이다.
- 임의의 {\displaystyle F\subseteq X}에 대하여, 만약 임의의 가산 집합 {\displaystyle A\subseteq X}에 대하여 {\displaystyle F\cap A}가 {\displaystyle A}의 닫힌집합이라면, {\displaystyle F}는 닫힌집합이다.
- 국소 가산 공간의 몫공간이다.[4]:657

## 성질
모든 점렬 공간은 가산 생성 공간이자 콤팩트 생성 공간이다. 모든 국소 가산 공간은 가산 생성 공간이다. 가산 생성 콤팩트 하우스도르프 공간이 항상 점렬 공간인지 여부는 선택 공리를 추가한 체르멜로-프렝켈 집합론과 독립적이다. 구체적으로, 만약 고유 강제법 공리가 참이라면, 모든 가산 생성 콤팩트 하우스도르프 공간은 점렬 공간이다.:755 반면 만약 다이아몬드 원리가 참이라면, 점렬 공간이 아닌 가산 생성 콤팩트 하우스도르프 공간이 존재한다.:755
가산 생성 공간의 범주는 위상 공간의 범주 {\displaystyle \operatorname {Top} }의 쌍대 반사 부분 범주를 이룬다.

### 연산에 대한 닫힘
가산 생성 공간은 부분 공간과 몫공간에 대하여 닫혀 있지만, 연속 함수에 대한 상이나 곱공간에 대하여 닫혀 있지는 않다.

#### 부분 공간
임의의 위상 공간 {\displaystyle X} 및 그 부분 공간 {\displaystyle Y\subset X}에 대하여,
{\displaystyle \operatorname {tight} (Y)\leq \operatorname {tight} (X)}
이다.:19, Problem 159 특히, 가산 생성 공간의 부분 공간은 항상 가산 생성 공간이다.

#### 몫공간
임의의 위상 공간 {\displaystyle X} 및 그 몫공간 {\displaystyle X/{\mathord {\sim }}}에 대하여,
{\displaystyle \operatorname {tight} (X/{\mathord {\sim }})\leq \operatorname {tight} (X)}
이다.:20, Problem 162 특히, 가산 생성 공간의 몫공간은 항상 가산 생성 공간이다.

#### 연속 함수에 대한 상
가산 생성 공간의 연속적 상은 가산 생성 공간이 아닐 수 있다.:19, Problem 158 예를 들어, 이산 공간의 밀착도는 1이므로 가산 생성 공간이며, 비(非)린델뢰프 공간의 연속 함수 공간 위에 점별 수렴 위상을 부여하여 만든 공간은 비가산 생성 공간이다. 후자는 그 위상을 이산 위상으로 대체한 공간의 연속적 상이다.

#### 곱공간
임의의 콤팩트 하우스도르프 공간들의 집합 {\displaystyle (X_{i})_{i\in I}}의 곱공간의 밀착도는 다음과 같다.:86, Theorem 10.6
{\displaystyle \operatorname {tight} \left(\prod _{i\in I}X_{i}\right)=\max \left\{|\{i\in I\colon |X_{i}|\geq 2\}|,\sup _{i\in I}\operatorname {tight} (X_{i})\right\}}
특히, 가산 개의 가산 생성 콤팩트 하우스도르프 공간들의 곱공간은 가산 생성 공간이다.

### 콤팩트 공간
기수 {\displaystyle \kappa }가 주어졌을 때, 위상 공간 {\displaystyle X} 위의 길이 {\displaystyle \kappa }의 자유 점렬(영어: free sequence)은 다음 조건을 만족시키는 그물 {\displaystyle (x_{\alpha }\colon \alpha <\kappa )\subset X}이다.
{\displaystyle \operatorname {cl} \{x_{\alpha }\colon \alpha <\beta \}\cap \operatorname {cl} \{x_{\alpha }\colon \beta \leq \alpha <\kappa \}=\varnothing \qquad (\forall \beta <\kappa )}
콤팩트 하우스도르프 공간 {\displaystyle X}의 밀착도는 그 위의 자유 점렬들의 길이들의 상한과 같다.:36, Theorem 2.10:38, Problem 328

## 예

### 점렬 공간이 아닌 가산 생성 공간
집합 {\displaystyle \mathbb {Q} \cap [0,1]} 위에 다음 집합들을 열린집합으로 하는 위상을 주자.
- 통상적인 열린집합 {\displaystyle U\subseteq \mathbb {Q} \cap [0,1]}
- 통상적인 0의 열린 근방 {\displaystyle U\ni 0}과, 통상적인 위상에서 0으로 수렴하는, 0이 아닌 수열 {\displaystyle (x_{n})_{n=0}^{\infty }\subset \mathbb {Q} \cap (0,1]}에 대하여, {\displaystyle U\setminus \{x_{0},x_{1},x_{2},\dots \}}

이는 (가산 공간이므로) 가산 생성 공간이지만, 점렬 공간이 아니다.:62, Excercise 2.10.7 구체적으로, {\displaystyle \{0\}}은 점렬 열린집합이지만, 열린집합이 아니다.

### 함수 공간
티호노프 공간 {\displaystyle X}가 주어졌을 때, 점별 수렴 위상을 부여한 연속 함수 공간 {\displaystyle {\mathcal {C}}_{\operatorname {pw} }(X,\mathbb {R} )}의 밀착도는 다음과 같다.:18, Problem 149
{\displaystyle \operatorname {tight} ({\mathcal {C}}_{\operatorname {pw} }(X,\mathbb {R} ))=\sup _{n\in \mathbb {N} }L(X^{n})}
여기서 {\displaystyle L}은 린델뢰프 수이다. 특히, 티호노프 공간 {\displaystyle X}에 대하여, {\displaystyle {\mathcal {C}}_{\operatorname {pw} }(X,\mathbb {R} )}가 가산 생성 공간인 것은 임의의 유한 번 곱공간 {\displaystyle X^{n}}이 린델뢰프 공간인 것과 동치이다.

## 참고 문헌
1. 1 2  Vaughan, J. E. (1980). “Countably compact, locally countable T2-spaces”. 《Proceedings of the American Mathematical Society》 (영어) 80 (1): 147–153. doi:10.2307/2042162. ISSN 0002-9939. JSTOR 2042162. MR 574525. Zbl 0444.54013.
2. 1 2  Rudin, Mary Ellen (1975). 《Lectures on set theoretic topology》. Regional Conference Series in Mathematics (영어). Providence, Rhode Island: American Mathematical Society. ISBN 0-8218-1673-X. Zbl 0318.54001.
3. 1 2 3 4 5 6  Tkachuk, Vladimir V. (2011). 《A Cp-Theory Problem Book: Topological and Function Spaces》. Problem Books in Mathematics (영어). New York, NY: Springer. doi:10.1007/978-1-4419-7442-6. ISBN 978-1-4419-7441-9. ISSN 0941-3502. LCCN 2011923537. MR 3024898. Zbl 1222.54002.
4. 1 2  Kannan, V. (1974). “A note on countably generated spaces”. 《Archiv der Mathematik》 (영어) 25: 657–658. doi:10.1007/BF01238744. ISSN 0003-889X. Zbl 0296.54024.
5. 1 2  Balogh, Zoltán (1989). “On compact Hausdorff spaces of countable tightness”. 《Proceedings of the American Mathematical Society》 (영어) 105 (3): 755–764. doi:10.2307/2046929. ISSN 0002-9939. JSTOR 2046929. MR 0930252. Zbl 0687.54006.
6. 1 2  Monk, J. Donald (1990). 《Cardinal Functions on Boolean Algebras》. Lectures in Mathematics. ETH Zürich (영어). Basel: Birkhäuser. doi:10.1007/978-3-0348-6381-0. ISBN 978-3-7643-2495-7. MR 1077622. Zbl 0706.06009.
7. ↑  Brown, Ronald (2006). 《Topology and groupoids. A geometric account of general topology, homotopy types and the fundamental groupoid》 (영어) 3차 개정 증보판. ISBN 1-4196-2722-8. Zbl 1093.55001.